# Eduard Schulte (Galerist)
Eduard Wilhelm Schulte (* 9. Januar 1817 in Wengern, Amt Volmarstein, Provinz Westfalen; † 16. August 1890 in Düsseldorf, Rheinprovinz) war ein deutscher Buch- und Kunsthändler sowie Galerist, der vor allem Werke der Düsseldorfer Malerschule ausstellte.

## Leben

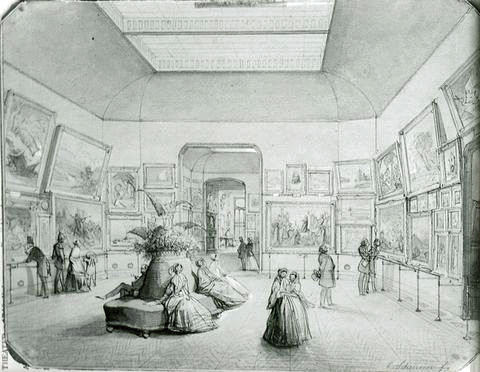
Galerie Eduard Schulte, Illustration von Caspar Scheuren, um 1855

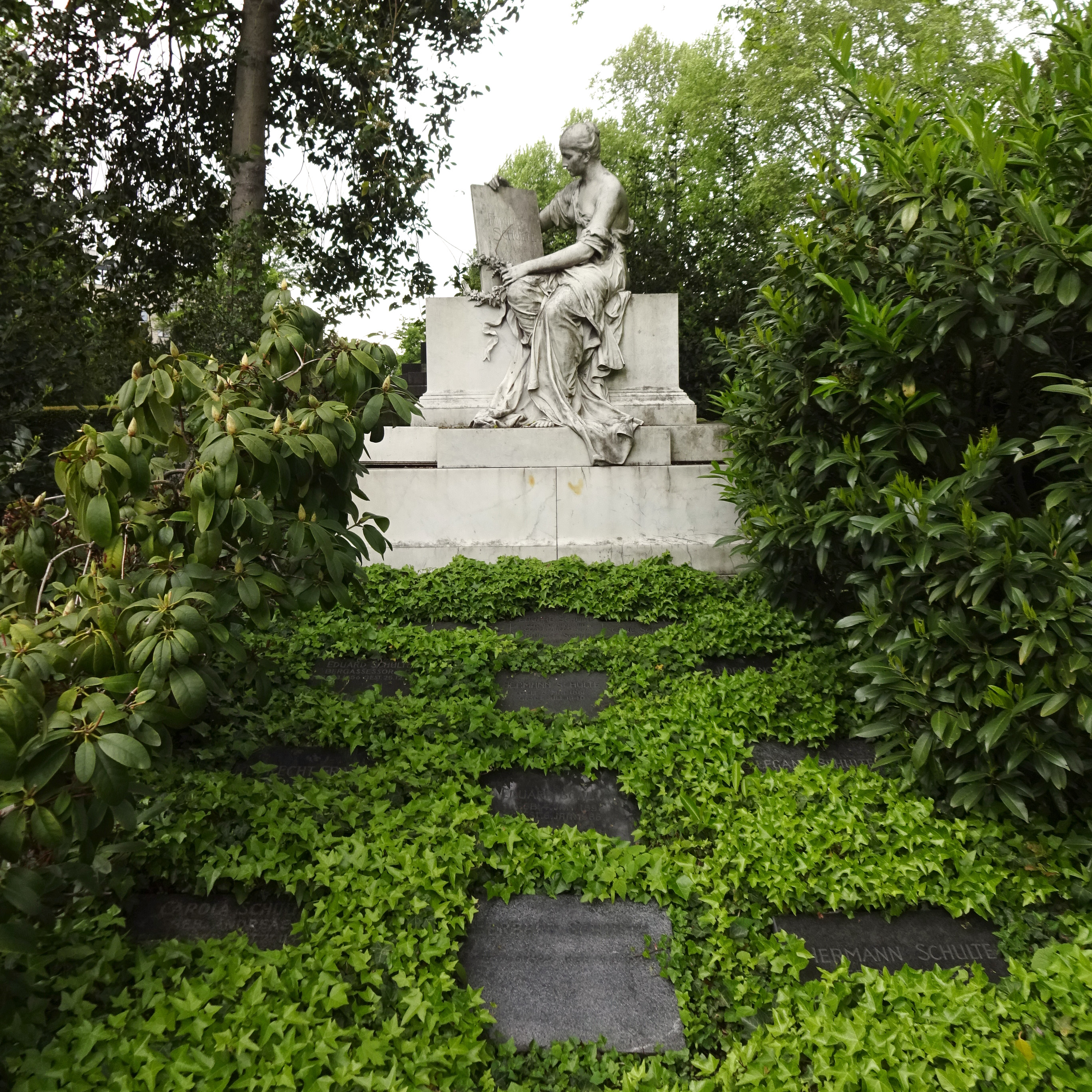
Grabstätte Familie Schulte mit Skulptur des Bildhauers Friedrich Kühn (2019)

1848 erwarb Schulte, der damals mit seiner Familie als Buch- und Kunsthändler in Iserlohn wohnte, von Julius Buddeus das Buch- und Kunstsortiment der Buddeus’schen Kunsthandlung. Unter dem Firmennamen J. Buddeus’sche Buch- und Kunsthandlung (Ed. Schulte) führte er Buddeus’ Geschäft in dem Lokal an der Alleestraße 42 in Düsseldorf fort. Kurz darauf richtete er dort in der Beletage außerdem die Galerie Eduard Schulte ein, die der Öffentlichkeit ab 1849 oder 1850 eine schon 1844 oder früher von Buddeus initiierte „permanente Kunstausstellung“ präsentierte. Hauptsächlich stellte er Werke der Düsseldorfer Malerschule aus, insbesondere die Werke von Andreas und Oswald Achenbach.
Kurz nach dem Kauf, am 5. Mai 1848, meldete er sich in Düsseldorf an. Im Mitgliederverzeichnis des Kunstvereins für die Rheinlande und Westfalen tauchte er ab 1847/1848 auf und blieb dort bis 1860 als Mitglied verzeichnet.
Neben den Räumen des Kunstvereins etablierte sich Schultes Galerie bald als der bedeutendste Ausstellungsort für Düsseldorfer Künstler. Schultes Aufstieg zum führenden Galeristen Düsseldorfs begünstigte ein Vertrag, den er etwa Mitte der 1850er Jahre mit dem Verein Düsseldorfer Künstler zu gegenseitiger Unterstützung und Hülfe abgeschlossen hatte. Darin verpflichteten sich dessen Mitglieder gegen eine Geldleistung, die Schulte an den Verein zu entrichten hatte, ihre Gemälde nach Fertigstellung zunächst in Schultes Galerie auszustellen. Schultes dominante Marktstellung verschaffte ihm großes Ansehen, das ihm auch zu geschäftlichen Kontakten ins Ausland verhalf.
Neben seinem Buch- und Kunsthandel war Schulte außerdem als Verleger tätig. So gab er beispielsweise Lithografien heraus. Für eine dieser Lithografien, die ein „Norwegisches Bauernleben“ von Adolph Tidemand zeigte, erhielt er 1851 von Oskar I. die „grosse goldene Medaille für Kunst und Literatur“.
1880 eröffnete Schulte eine Filiale in Köln. 1886 übernahm er von Rudolph Lepke dessen Ausstellungshaus an der Straße Unter den Linden 4a in Berlin. 1891 zog die Berliner Filiale in das Erdgeschoss des Palais Redern um, 1904 wechselte sie die Straßenseite und zog in das Gräflich Schwerin’sche Palais.
Als Schulte 1890 starb, erbten die Söhne Max und Hermann Schulte (1851–1940) die Kunsthandlung, die sie untereinander aufteilten. Während Hermann Schulte die Düsseldorfer Galerie übernahm, arbeitete Max Schulte in Berlin. 1914 oder 1915 wurde die Düsseldorfer Galerie offenbar aufgegeben. Deren Räumlichkeiten überließ Hermann Schulte dem Kunstverein für die Rheinlande und Westfalen, der 1919 das Gebäude erwarb.
Die Grabstätte der Familie Schulte befindet sich auf dem Nordfriedhof Düsseldorf.